# Acer oblongum
Гімалайський клен (Acer oblongum) — вид рослин родини сапіндові.

## Назва
Рослину також називають «індійський клен», «вічнозелений клен» і «кашмірський клен».

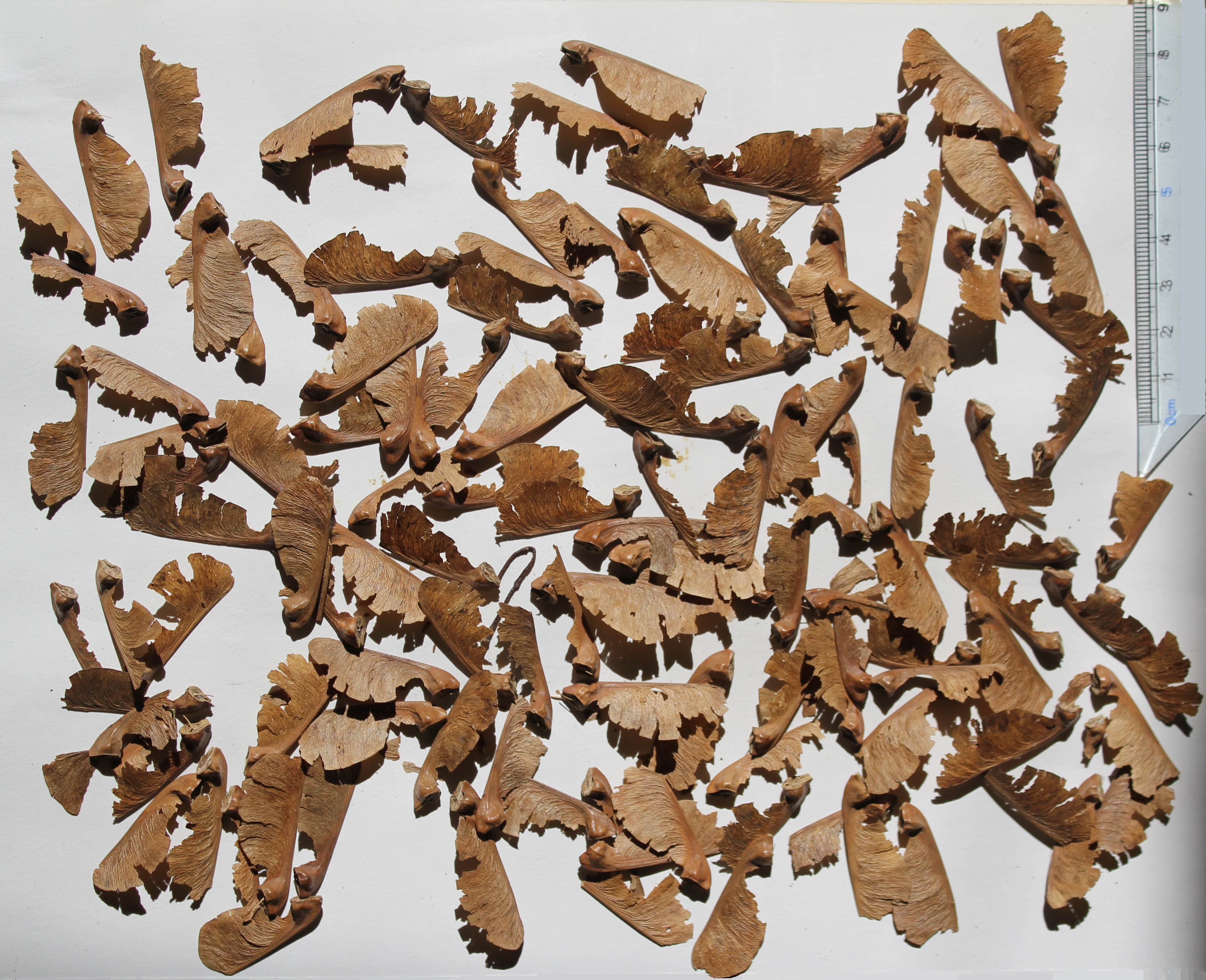
Насіння

## Будова
Середньорозмірне вічнозелене до напів листяного дерева, що досягає висоти приблизно 15–22 метри. Унікальний серед кленів оскільки залишається зеленою всю зиму.

## Захворювання
Листя вражає хвороба спричинена грибом Vladracula.

## Поширення та середовище існування
Широко поширений у центральній, східній та південно-східній Азії, від Тибету та північного Пакистану і на схід до Японії, включаючи Південний Китай, Північну Індію та північний Індокитай.